# Swiss Open Gstaad 2001
Lo Swiss Open Gstaad 2001 è stato un torneo di tennis giocato sulla terra rossa. È stata la 87ª edizione dello Swiss Open Gstaad, che fa parte della categoria International Series nell'ambito dell'ATP Tour 2001. Si è giocato al Roy Emerson Arena di Gstaad in Svizzera, dal 9 al 15 luglio 2001.

## Campioni

### Singolare
Jiří Novák ha battuto in finale  Juan Carlos Ferrero con il punteggio di 6–1, 6(5)–7, 7–5

### Doppio
Roger Federer /  Marat Safin hanno battuto in finale  Michael Hill /  Jeff Tarango con il punteggio di 0–1, ritiro